# 白鳳丸 (初代)
白鳳丸（はくほうまる、RV Hakuhō-Maru）は、東京大学海洋研究所が運用していた調査船。

## 来歴
1962年、日本海洋学会および日本水産学会の建議にもとづき、東京大学に海洋研究所が設置された。翌1963年には、さっそく研究船として「淡青丸」を建造したが、これは257総トンと比較的小型で、活動範囲は沿岸域に限定されていた。
海洋研創設当初より、もっと大型で外洋域で活動できる研究船の建造計画が進められており、1964年2月には同大学工学部船舶教室の高木淳教授が海洋研の併任教授に就任、7月には研究船建造委員会が発足して、建造体制が整備された。そして昭和40年度で16億5千万円の建造予算が認められ、これにより建造されたのが本船である。

## 船体
本船は、当時の日本としては最有力の海洋調査船として、海洋学者の期待を背負って開発された。洋上観測の必要から凌波性・復原性に配慮して設計されており、船型については、三菱重工業神戸造船所に設置されていたIBM製コンピュータにより、内外の代表的研究船の比較検討が行われた。
船型は長船首楼型、船質は鋼鉄であるが、復原性改善のため、上部構造物はアルミニウム合金製となった。また減揺装置として減揺タンクが設置されて効果を上げたものの、甲板の専有面積が大きく、研究者からは不評であった。

## 機関
低速での操船性を考慮して、主機にはディーゼル・エレクトリック方式が採用された。直流方式（ワード・レオナード方式）を採用しており、主機用の発電機は、4サイクル・ディーゼルエンジン（1,100馬力）を原動機とする直流発電機（750キロワット）が4セット搭載された。推進電動機も直流電動機が4基搭載されており、2軸のスクリュープロペラにそれぞれ串型に結合された。また精密な操船が求められる場合に備えて、固定ピッチ・可変速型のバウスラスタ（500馬力）も備えられた。なお観測機器への悪影響を避けるため、機関はいずれも防振ゴムを介した支持とされた。
電気推進の恩恵として、プロペラの回転速度は最低15 rpm、25 rpmで回せば舵効が得られ、1.5～2.0ノットの微速を発揮することができた。通常、観測時には50 rpmで運転し、4.9ノット程度の速力であった。また15 rpmで運転しつつバウスラスターを併用すれば、微速で一定の船位を保つ事ができた。また2枚の舵はそれぞれ独立しての操舵も可能であり、バウスラスタを併用すればその場旋回や横滑りも可能であった。
船内サービス用の電源としては、やはりディーゼルエンジンを原動機とする発電機が採用され、950 kVA×445 Vの主発電機が2基、100 kVA×445Vの補助発電機が1基搭載された。なお研究室電源としては、精密電動発電機を経て給電が行われた。

## 装備
計測機器
海底地形調査のため、極深海用精密音響測深器（precise depth recorder, PDR）を搭載した。使用周波数は12キロヘルツ帯、水深12,000メートルまでの測深を行うことができた。ただし受波器入口雑音レベルなどの関係から、荒天・13ノット以上での航走のさいには正確な記録が困難であった。
採集機器
本船は海洋観測用として、10基のウインチを備えており、各種採泥器・採水器を吊り下げることができた。4基は電動単独ユニット、2基は油圧単独パワーユニットで、残り4基で油圧ポンプ2基を共有していた。
搭載艇
本船が進入できない浅海域の探査や、沖掛時の大型観測機器の運搬のため、観測作業艇1隻を搭載していた。重量12トン、全長13メートルで、魚群探知機や極浅海用音響測深機などを備えていた。またこのほかに全長6メートルの交通艇も搭載されていたが、こちらも超短波電話を備えており、必要に応じて観測補助に用いることができた。

## 関連人物
- 友田好文